# Isaäc Lambertus Cremer van den Berch van Heemstede
Isaäc Lambertus Cremer van den Berch van Heemstede (Zaltbommel, 6 januari 1811 – 's-Gravenhage, 2 juli 1879) was een Nederlandse jonkheer en politicus.

## Biografie

### Familie
Van den Bergh was een telg uit het geslacht Van den Berch van Heemstede en een zoon van mr. Isaac Godefried van den Bergh (1759-1816) en diens tweede echtgenote Maria Cremer (1774-1836). Hij trouwde in 1840 met Christine Elisabeth Roelants (1822-1902) met wie hij elf kinderen kreeg, onder wie jhr. Isaäc Burchard Diederik van den Berch van Heemstede (1860-1917), die net als hij Tweede Kamerlid was. Hij is de stamvader van de Nederlandse en Belgische takken Van den Berch van Heemstede.

### Naamswijzigingen en adelsbesluiten
In 1831 verkreeg hij bij Koninklijk Besluit naamswijziging in Cremer van den Bergh en in 1841 in Van den Berch. Na aankoop van Heemstede in 1837 noemde hij zich Van den Berch van Heemstede. Op 10 september 1841 werd hij als Isaäk Cremer van den Bergh van Heemstede verheven in de Nederlandse adel; na de naamswijziging op 2 november 1841 in van den Berch werd hij bij KB van 1 januari 1842 opnieuw verheven in de Nederlandse adel onder de naam mr. Isaäc Lambertus Cremer van den Berch van Heemstede. Nageslacht kreeg de naam Van den Berch van Heemstede.

### Loopbaan
Cremer van den Bergh promoveerde in 1835 te Leiden in de rechten op Disputatio historica juris gentium continens historiam novarum legum de fluminum communium navigatione. Daarna werd hij een welgestelde Leidse advocaat en lid van Gedeputeerde Staten van Zuid-Holland die zes jaar Tweede Kamerlid voor het district Leiden was. Hij was een conservatief die zich later aansloot bij de antirevolutionairen. Hij was als Kamerlid tamelijk actief en sprak regelmatig bij uiteenlopende onderwerpen. Hij was gehuwd met een Belgische van katholieken huize en later overgegaan van Nederlands-hervormd naar remonstrants. Hij was Ridder in de Orde van de Nederlandse Leeuw.

### Heemstede

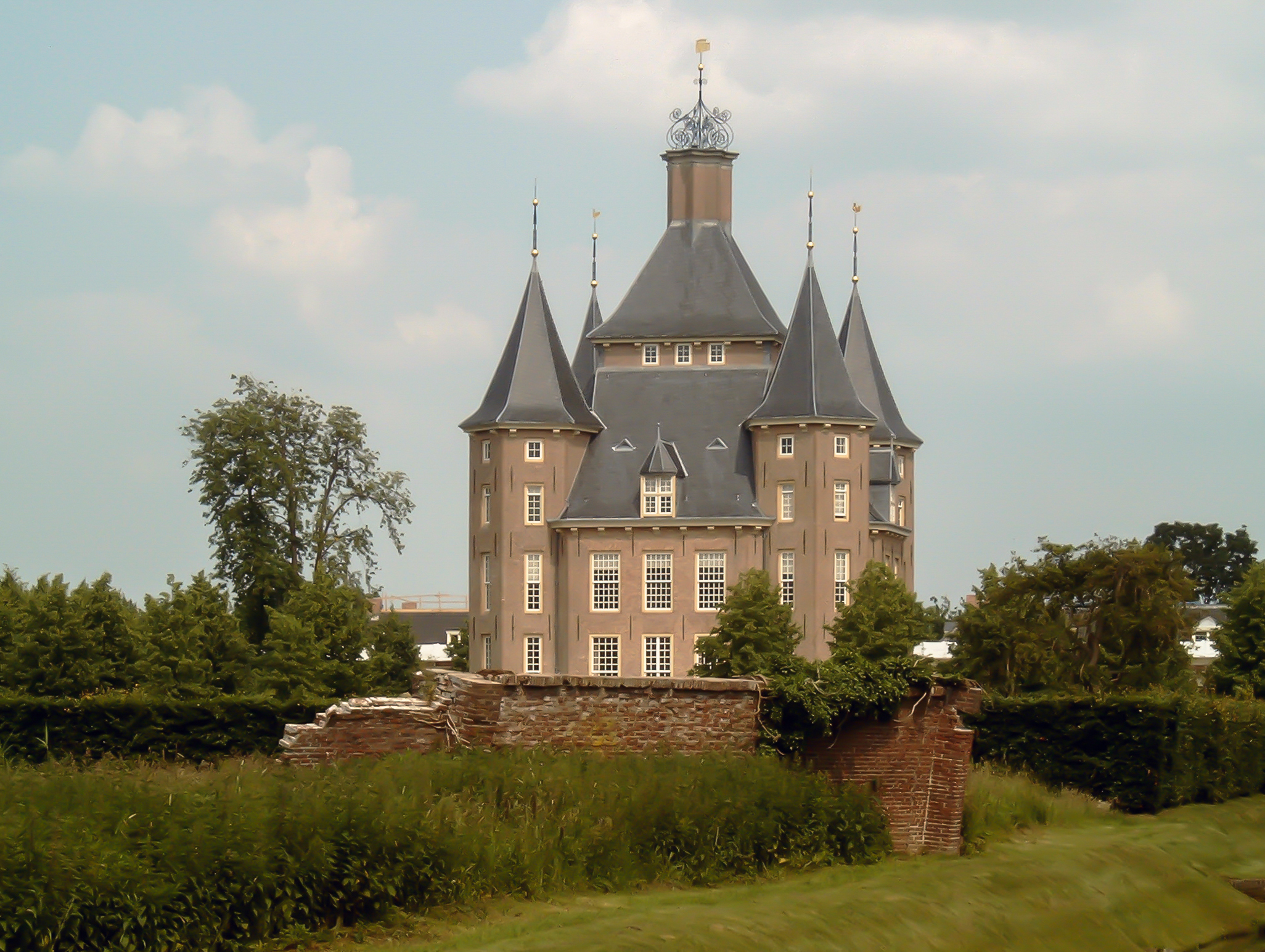
Kasteel Heemstede (2007)

In 1837 kocht hij de voormalige ridderhofstad Heemstede en noemde zich daarna volgens oud gebruik "heer van Heemstede". Na zijn overlijden ging het over naar zijn zoon jhr. mr. Laurens van den Berch van Heemstede, heer van Heemstede (1856-1918). Na zijn overlijden verkocht zijn weduwe het aan een telg uit het geslacht Heijmeijer.
- Biografisch Portaal: 05554051
- Digitale Bibliotheek voor de Nederlandse Letteren: berc015
- Gemeinsame Normdatei: 105532285X
- International Standard Name Identifier: 0000 0000 8084 9741
- Library of Congress Control Number: n88002218
- Nederlandse Thesaurus van Auteursnamen: 128413298
- Parlement.com: vg09lkxwrmxl
- RKD-Nederlands Instituut voor Kunstgeschiedenis: 333741
- Virtual International Authority File: 5268132
- WorldCat: E39PBJjHdKmmqRYT9J7CQMXcfq